# Лепельский округ
Лепельский округ — единица административного деления Белорусской ССР, существовавшая с июня 1935 по февраль 1938 года. Административный центр — город Лепель.
Округ был образован 21 июня 1935 года в качестве пограничного округа (которые тогда создавались вдоль западной границы СССР).
Включал 4 района: Бегомльский, Лепельский, Ушачский, Чашникский.
Упразднён 15 января 1938 г. в связи с введением областного деления в БССР.
Издавалась окружная газета «Калгасная праўда».